# Selección femenina de waterpolo de Italia
La selección femenina de waterpolo de Italia es el equipo femenino de waterpolo que representa a Italia en los campeonatos de selecciones femeninas. Ha sido una de las potencias mundiales desde la década de 1990.
Italia logró la medalla de oro en los Juegos Olímpicos de 2004 y la medalla de plata en 2016. En el Campeonato Mundial logró el primer puesto en 1998 y 2001, el segundo en 2003, el tercero en 1994 y 2015, y el cuarto en 2011.
En la Copa Mundial, Italia consiguió el segundo puesto en 1993 y 2006, el tercer puesto en 1999, el cuarto en 1997 y el quinto en 1991, 1995 y 2002. En la Liga Mundial obtuvo el segundo puesto en 2006 y el tercero en 2004.
En el Campeonato Europeo, Italia logró el primer puesto cinco veces en 1995, 1997, 1999, 2003 y 2012, el segundo en 2001 y 2006, el tercero en 1991 y 2016, y el cuarto en 1989, 1993, 2008, 2010 y 2014.